# Lunae Palus
Lunae Palus  è una caratteristica di albedo della superficie di Marte.